# Jorge Félix
Jorge Félix Muñoz García (ur. 22 sierpnia 1991 w Madrycie) – hiszpański piłkarz występujący na pozycji pomocnika w polskim klubie Piast Gliwice.

## Kariera klubowa
Grę w piłkę nożną rozpoczął w akademii piłkarskiej Atlético Madryt. W sezonie 2010/11 występował w Atlético Madryt C (Tercera División). Od lata 2011 reprezentował kluby występujące na poziomie Tercera División i Segunda División B, kolejno: CDC Moscardó, Getafe CF B, AD Alcorcón B, CF Trival Valderas (spadek do Tercera División w sezonie 2014/15), CF Rayo Majadahonda oraz Lleida Esportiu.
W lipcu 2018 podpisał dwuletnią umowę z Piastem Gliwice prowadzonym przez Waldemara Fornalika. 23 lipca zadebiutował w Ekstraklasie w wygranym 2:1 spotkaniu z Zagłębiem Sosnowiec. 24 sierpnia w meczu przeciwko Cracovii (3:1) zdobył pierwszą bramkę w polskiej lidze. W sezonie 2018/19 wywalczył z Piastem mistrzostwo Polski. 31 lipca 2020 jego umowa wygasła i nie została przedłużona. 
2 sierpnia 2022 roku, po dwuletnim pobycie w tureckim klubie Sivasspor, wrócił do Piasta Gliwice, z którym podpisał roczny kontakt z opcją przedłużenia.

## Życie prywatne
Był wychowywany jedynie przez matkę. Posiada wykształcenie wyższe na kierunku ekonomia. Po ukończeniu studiów – do momentu przejścia do Lleida Esportiu – łączył grę w piłkę nożną z pracą analityka finansowego.

## Sukcesy
Piast Gliwice
- mistrzostwo Polski: 2018/19

### Indywidualne
- Obcokrajowiec Roku w Plebiscycie Piłki Nożnej: 2019